# Luxembourgs fodboldforbund
Fédération Luxembourgeoise de Football (FLF) er Luxembourgs nationale fodboldforbund og dermed det øverste ledelsesorgan for fodbold i landet. Det administrerer Nationaldivisionen og fodboldlandsholdet og har hovedsæde i Mondercange.
Forbundet blev grundlagt i 1908. Det blev medlem af FIFA i 1910 og medlem af UEFA i 1954.

## Ekstern henvisning
- FLF.lu

| Fodbold | Spire Denne artikel om en fodboldorganisation er en spire som bør udbygges. Du er velkommen til at hjælpe Wikipedia ved at udvide den. |